# Elegía para jóvenes amantes
Elegía para jóvenes amantes (título en alemán, Elegie für junge Liebende; en inglés, Elegy for Young Lovers) es una ópera en tres actos con música de Hans Werner Henze y libreto en inglés de W. H. Auden y Chester Kallman.

## Historia
La ópera se estrenó en una traducción al alemán de Ludwig Prinz von Hessen en el Festival de Schwetzingen el 20 de mayo de 1961, dirigido por Heinrich Bender.  La primera representación usando el texto original en inglés fue en Glyndebourne, también en 1961. El Teatro de ópera Juilliard produjo la ópera en Nueva York en 1965, con el compositor dirigiendo.  Henze revisó la ópera en 1987, y esta versión revisada se estrenó el 28 de octubre de 1988en La Fenice, Venecia, con dirección de Markus Stenz.
Según Ann Saddlemyer en su libro "Becoming George", el poeta está basado parcialmente en W. B. Yeats, y su esposa "George" (Georgie Hyde-Lees) fue la inspiración tanto para la secretaria como la mujer con visiones. David Anderson ha señalado que el poeta también representa a Auden.
Auden y Kallman describieron esta ópera como su equivalente de la Arabella de Strauss.  La ópera está dedicada a la memoria de Hugo von Hofmannsthal.
Henze citó material del aria My own, my own en su Quinta sinfonía, terminada en 1962.
Esta ópera rara vez se representa en la actualidad; en las estadísticas de Operabase aparece con sólo 8 representaciones en el período 2005-2010.

## Personajes
| Personaje                                                    | Tesitura              | Reparto del estreno, 20 de mayo de 1961 (Director: Heinrich Bender) |
| ------------------------------------------------------------ | --------------------- | ------------------------------------------------------------------- |
| Hilde Mack, una viuda                                        | soprano de coloratura | Eva Maria Rogner                                                    |
| Elizabeth Zimmer                                             | soprano               | Ingeborg Bremert                                                    |
| Carolina, condesa de Kirchstätten, secretaria de Mittenhofer | contralto             | Lilian Benningsen                                                   |
| Toni Reischmann                                              | tenor                 | Friedrich Lenz                                                      |
| Gregor Mittenhofer, un poeta                                 | barítono              | Dietrich Fischer-Dieskau                                            |
| Dr. Wilhelm Reischmann, un médico                            | bajo                  | Karl Christian Kohn                                                 |
| Josef Mauer, un guía de montaña                              | papel hablado         | Hubert Hilten                                                       |